# Amore sotto coperta
Amore sotto coperta (Romance on the High Seas) è un film del 1948 diretto da Michael Curtiz e Busby Berkeley.
È il film di debutto di Doris Day.

## Trama
Michael Kent e sua moglie Elvira sospettano a vicenda di tradirsi. Per il loro anniversario di matrimonio Elvira prenota una crociera sull'oceano fino a Rio de Janeiro, ma il marito sostiene che degli affari non previsti gli impediranno di partire. Cogliendone l'occasione, Elvira finge di fare il viaggio da sola, ma in realtà invia la cantante Georgia Garrett, una donna che aveva incontrato presso l'agenzia di viaggi, al suo posto e a suo nome. Elvira inizia così a seguire Michael di nascosto, sperando di scoprire se il marito la tradisce. Michael, tuttavia, è sospettoso sulla volontà di Elvira di andare in crociera da sola, così assolda l'investigatore privato Peter Virgilio per scoprire se lo tradisce.
Peter si unisce alla crociera e, come parte del suo lavoro, fa la conoscenza di Georgia, che seguendo le istruzioni di Elvira, continua a fingersi lei. Georgia e Peter sono attratti l'uno dall'altro e lentamente finiscono per innamorarsi.
Durante una delle tappe della crociera sale a bordo l'amico di Georgia, Oscar Farrar. Oscar è innamorato di Georgia, nonostante lei non ricambi gli stessi sentimenti, e quando Peter li vede insieme pensa di aver scoperto l'identità dell'amante di Elvira.